# Nona Gaprindaschwili

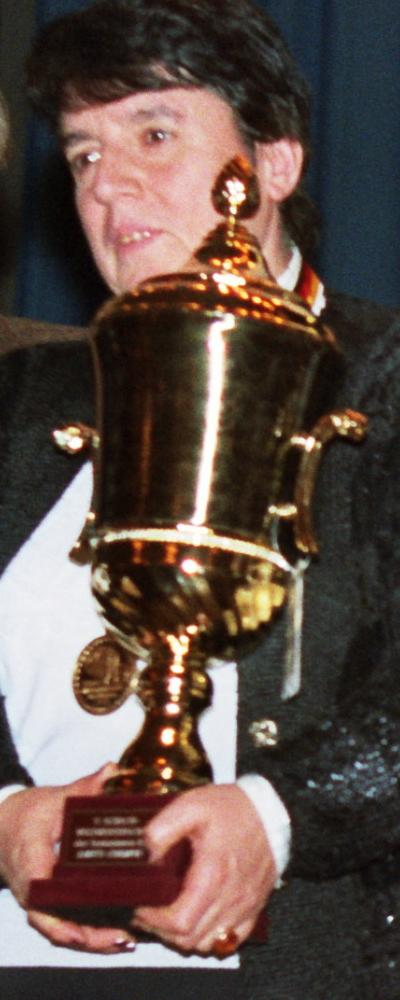
Nona Gaprindaschwili Seniorenweltmeisterin 1995

Nona Gaprindaschwili (georgisch ნონა გაფრინდაშვილი, russisch Но́на Тере́нтьевна Гаприндашви́ли, transkribiert Nona Terentjewna Gaprindaschwili; * 3. Mai 1941 in Sugdidi, Mingrelien, damals Georgische SSR der Sowjetunion) ist eine georgische Schachspielerin. Bis zur Unabhängigkeit Georgiens 1991 startete sie für die UdSSR. Sie ist die erste Frau, die den Großmeistertitel erwarb. Von 1962 bis 1978 war sie die fünfte Schachweltmeisterin der Frauen.

## Kindheit und Ausbildung
Nona Gaprindaschwili wurde 1941 als Tochter von Terenti Gaprindaschwili und Vera geb. Grigolis in Sugdidi, Mingrelien geboren. Als sie fünf Jahre alt war, lernte sie von ihren älteren Brüdern das Schachspiel. Mit 15 wurde sie Champion von Tbilissi und Georgien. 19-jährig gewann sie 1961 das Turnier in Vrnjačka Banja; im selben Jahr erlangte sie den Titel eines Internationalen Meisters der Frauen (WIM).

## Karriere
Sie war von 1962 bis 1978 Schachweltmeisterin. Den ersten Titel gewann sie am 17. Oktober 1962 mit einem Wettkampfsieg (+7 =4 −0) gegen Jelisaweta Bykowa. Aufgrund dieses Erfolges erhielt sie 1962 von der FIDE den Titel Internationaler Meister. Sie verteidigte ihren Titel bei der in mehrjährigen Zyklen ausgetragenen Weltmeisterschaft der Frauen in vier Wettkämpfen, dreimal gegen Alla Kuschnir (1965 mit +7 =3 −3, im Jahr 1969 mit +6 =5 −2 und 1972 mit +5 =7 −4), und schließlich 1975 gegen Nana Alexandria mit +8 =1 −3. Erst 1978 verlor sie den Titel mit +2 =9 −4 schließlich gegen Maia Tschiburdanidse.
Als erste Frau errang sie 1978 den Großmeistertitel, nachdem ihr 1976 die FIDE den Titel Großmeister der Frauen verliehen hatte.
Gaprindaschwili studierte Englisch an der Staatlichen Universität Tiflis. 1975 war sie Abgeordnete im Obersten Sowjet der Georgischen SSR. Sie und Alexandria waren in Georgien so populär, dass nach ihnen sogar Parfümsorten mit „Nana“ und „Nona“ benannt wurden, die in Flacons von der Form von Schachfiguren vertrieben wurden. Nach den Vornamenskürzeln der beiden Spielerinnen und von Ex-Weltmeister Tigran Petrosjan heißt auch der Schachverein von Tbilissi NTN Tbilisi.
Für ihre schachlichen Leistungen erhielt sie 1966 den Leninorden. 1990 wurde sie zum Ehrenmitglied des Weltschachbundes FIDE ernannt. Von 1989 bis 1996 war Nona Gaprindaschwili Präsidentin des Nationalen Olympischen Komitees von Georgien, wurde 1996 Ehrenpräsidentin des NOKG und 2002 Mitglied im Stadtrat von Tbilissi.
Im September 2021 reichte sie eine Zivilklage gegen das US-Medienunternehmen Netflix ein. In der Miniserie Das Damengambit wurde fälschlicherweise behauptet, dass Gaprindaschwili nicht gegen Männer gespielt habe und dass sie eine Russin sei. Sie forderte daher Schadensersatz in Höhe von 5 Millionen Dollar wegen Rufschädigung. Netflix beantragte eine Einstellung des Verfahrens, da es sich um ein fiktives Werk handele und daher gemäß dem 1. Zusatzartikel zur Verfassung der Vereinigten Staaten der Kunstfreiheit unterliege. Im Januar 2022 entschied ein Bundesbezirksgericht in Kalifornien, dass die Klage zulässig sei. Der Rechtsstreit endete im September 2022 mit einem Vergleich.

### Schachturniere

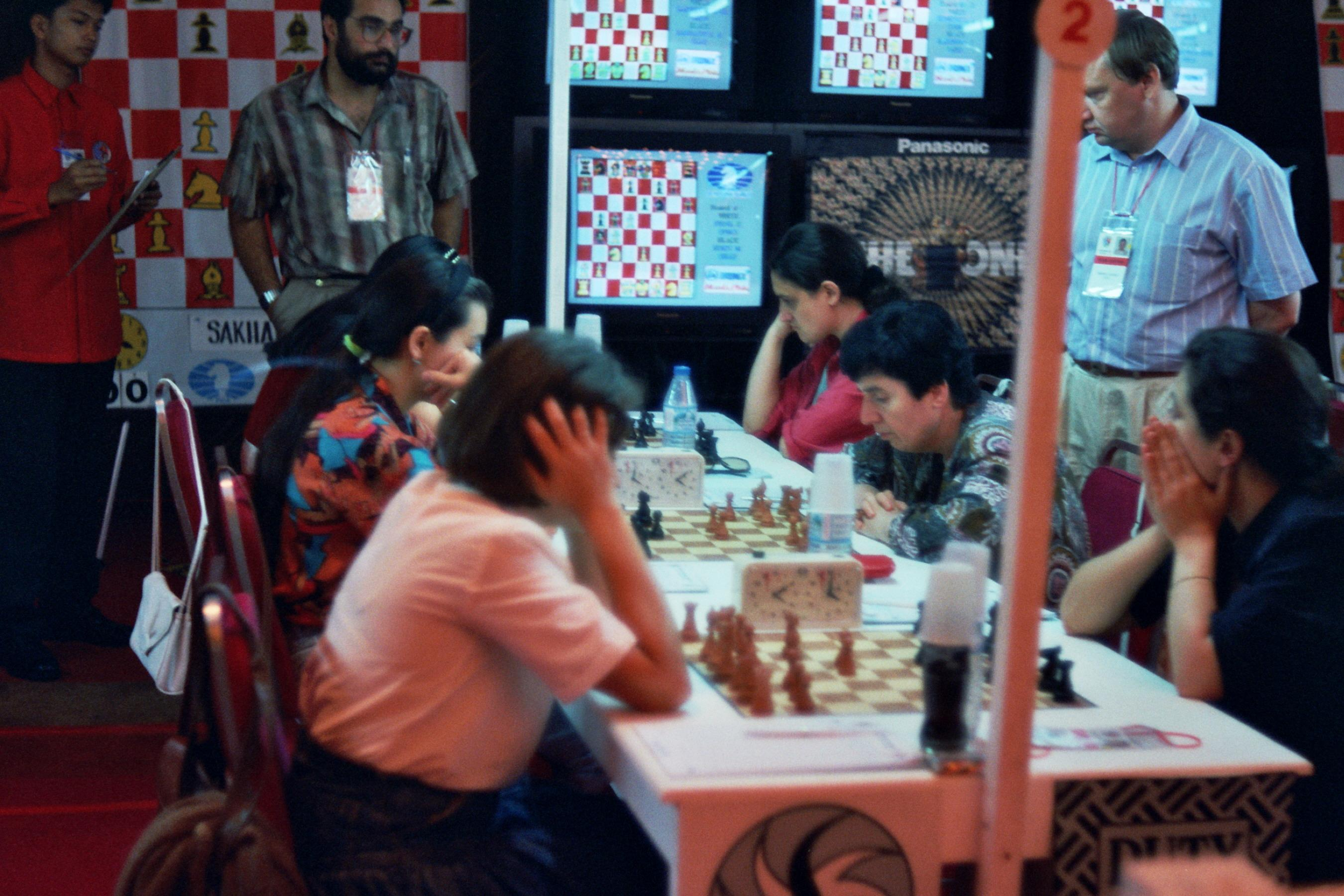
Kasachstan – Georgien, 10. Runde der Schacholympiade 1992 in Manila, an Brett 2 die Partie Nona Gaprindaschwili – Elvira (Berend-)Sakhatova

Nona Gaprindaschwili erhielt zahlreiche Einladungen zu internationalen Turnieren. Aufgrund der vom Sowjetischen Schachverband auferlegten Beschränkungen durfte sie jedoch nur bei zwei oder drei Turnieren jährlich antreten.
- Sie gewann die B-Gruppe des Hastings-Schachturniers 1963/64 (zusammen mit Ove Kinmark), das Lone Pine-Open 1977 (zusammen mit Juri Balaschow, Óscar Panno und Dragutin Šahović), das Turnier in Reggio nell’Emilia 1982/83 und die B-Gruppe des Hoogovens-Turniers in Wijk aan Zee 1987 (zusammen mit Iván Faragó und Luc Winants).
- 1974 errang sie den dritten Platz bei den Dortmunder Schachtagen.[10]
- Sie gewann 5-mal die Frauenmeisterschaft der Sowjetunion (1964, 1973, 1981 (zusammen mit Nana Iosseliani), 1983 und 1985).
- Sie gewann 4-mal die Frauenmeisterschaft Georgiens: 1956, 1959, 1960 und 1961.[11]
- Von 1979 bis 1988 nahm sie erfolgreich an den Qualifikationsturnieren zur Weltmeisterschaft der Frauen teil.
- 1982 gewann sie das Interzonenturnier in Bad Kissingen.[12]
- Sie gewann die Seniorenweltmeisterschaften der Frauen 1995 in Bad Liebenzell, 2009 in Condino, 2014 in Katerini, 2015 in Acqui Terme, 2016 in Marienbad, 2018 in Bled und 2019[13] in Bukarest (2014 bis 2016, 2018 und 2019 jeweils in der Altersklasse 65+).
- 2011 sowie 2014 bis 2016 gewann sie die Senioreneuropameisterschaft der Frauen (2014 bis 2016 jeweils in der Altersklasse 65+).

### Nationalmannschaft 1963-1992
Gaprindaschwili nahm an zwölf Schacholympiaden der Frauen teil, 1963, 1966, 1969, 1972, 1974, 1978, 1980, 1982, 1984, 1986 und 1990 mit der Sowjetunion, 1992 mit Georgien. Mit der Mannschaft erreichte sie 1990 den zweiten Platz und gewann bei allen übrigen Teilnahmen, in der Einzelwertung erreichte sie 1963, 1966, 1969, 1972 und 1974 am ersten Brett, 1978 und 1980 am zweiten Brett sowie 1986 am dritten Brett das beste Ergebnis; 1986 erzielte sie außerdem die beste Elo-Leistung aller Teilnehmerinnen. Individuelle Silbermedaillen gewann sie 1982 und 1984 am dritten sowie 1990 am zweiten Brett, 1984 erreichte sie zudem die drittbeste Elo-Leistung aller Teilnehmerinnen. Bei der Mannschaftsweltmeisterschaft 1997 kam sie zweimal zum Einsatz.

### Vereine 1961-1982
In der sowjetischen Vereinsmeisterschaft spielte Gaprindaschwili 1961 am Mädchenbrett, 1964, 1966 und 1968 am Frauenbrett von Burewestnik, mit denen sie 1961 und 1968 die Meisterschaft gewann. 1976, 1980 und 1982 spielte sie am Frauenbrett der Armeeauswahl. Am European Club Cup der Frauen nahm sie 1996 bis 1998 mit Goša Smederevska Palanka teil und gewann den Wettbewerb 1997.

## Privates
Nona Gaprindaschwili heiratete im Dezember 1969 in Tbilissi Anzor Chichinadze.

## Partiebeispiel
|   | a | b | c | d | e | f | g | h |   |
| 8 |   |   |   |   |   |   |   |   | 8 |
| 7 |   |   |   |   |   |   |   |   | 7 |
| 6 |   |   |   |   |   |   |   |   | 6 |
| 5 |   |   |   |   |   |   |   |   | 5 |
| 4 |   |   |   |   |   |   |   |   | 4 |
| 3 |   |   |   |   |   |   |   |   | 3 |
| 2 |   |   |   |   |   |   |   |   | 2 |
| 1 |   |   |   |   |   |   |   |   | 1 |
|   | a | b | c | d | e | f | g | h |   |

Eine ihrer bekanntesten Partien spielte Gaprindaschwili 1974 bei den Dortmunder Schachtagen gegen Rudolf Servaty. Darin kommt das bereits aus der Unsterblichen Partie bekannte Motiv eines doppelten Turmopfers zur Anwendung.
Gaprindaschwili – Servaty 1:0
Dortmund, Mai 1974
Sizilianische Verteidigung, B39
1. e4 c5 2. Sf3 Sc6 3. d4 cxd4 4. Sxd4 g6 5. c4 Lg7 6. Le3 Sf6 7. Sc3 Sg4 8. Dxg4 Sxd4 9. Dd1 e5 10. Sb5 0–0 11. Le2 Dh4 12. Sxd4 exd4 13. Lxd4 Dxe4 14. Lxg7 Dxg2 15. Dd4 Dxh1+ 16. Kd2 Dxa1 17. Df6 1:0 Schwarz gab auf, weil er gegen die Drohung Lh6 nebst Dg7 matt keine ausreichende Verteidigung hat.